# Alexandru Frim
Alexandru Frim (Râmnicu Sărat, 9 marzo 1908 – 2 dicembre 1985) è stato un bobbista rumeno.

## Biografia
Viene ricordato come vincitore di una medaglia d'oro nella sua disciplina, vittoria ottenuta ai campionati mondiali del 1934 (edizione tenutasi a Engelberg, Svizzera) insieme al connazionale Vasile Dumitrescu. Nell'edizione l'argento andò alla Germania, il bronzo all'altra squadra rumena.